# آنوبیاس گراسیلیز
آنوبیاس گراسیلیز (Anubias gracilis) گونه ای آنوبیاس از خانواده گل‌شیپوریان است که اولین بار در سال ۱۹۲۰ توسط شوالیه ذکر شد و پس از آن توسط Hutchinson و Dalziel در سال ۱۹۳۶ به طور معتبر توصیف شد 

## توزیع
غرب آفریقا: سیرالئون و گینه . 

## توضیحات
دارای برگ های سبز متوسط با ساقه بلند که به شکل بیل هستند و ممکن است تا ۱۲ اینچ (۳۰ سانتیمتر) رشد کنند. 

## کاشت
این گیاه زمانی بهترین رشد را دارد که تا حدودی در آب غوطه ور باشد و توسط گیاهان دیگر احاطه نشده باشد. به مواد مغذی فراوان، بستری شل و غنی از آهن و نور متوسط تا قوی نیاز دارد. محدوده دمایی ۲۲-۲۶ درجه سانتیگراد (۷۲-۷۹ درجه فارنهایت) را ترجیح می دهد. با تقسیم ریزوم می توان آن را تکثیر کرد.

## مراجع
1. ↑  Hooper, O.; Cheek, M.; Couch, C. (2021). "Anubias gracilis". IUCN Red List of Threatened Species. IUCN. 2021: e.T85730257A85730276. doi:10.2305/IUCN.UK.2021-3.RLTS.T85730257A85730276.en.
2. 1 2  Crusio, W. (1979). "A revision of Anubias Schott (Araceae). (Primitiae Africanae XII)". Mededelingen Landbouwhogeschool Wageningen. 79 (14): 1–48.